# Sahameddin Mirfakhraei
Sahameddin Mirfakhraei (persan : سهام‌الدین میرفخرایی) (né le 4 février 1951 en Iran) est un footballeur international iranien, qui évoluait au poste de défenseur.

## Biographie

### Carrière en sélection
Avec l'équipe d'Iran, il joue 7 matchs (pour aucun but inscrit) entre 1974 et 1977. 
Il figure dans le groupe des sélectionnés lors de la coupe d'Asie des nations de 1976.
Il participe également aux JO de 1976.

## Palmarès
Avec l'Iran, il remporte la Coupe d'Asie des nations 1976 en battant le Koweït en finale.